# Квинт Валерий Фальтон
Квинт Валерий Фальтон (лат. Quintus Valerius Falto; III век до н. э.) — римский военачальник и политический деятель из патрицианского рода Валериев, консул 239 года до н. э. Был одним из двух командующих римским флотом в битве при Эгатских островах в 241 году до н. э.

## Происхождение
Квинт Валерий принадлежал к одному из самых знатных патрицианских родов Рима. Легендарный прародитель Валериев был сабинянином и переселился в Рим вместе с соправителем Ромула Титом Тацием. Его потомок Публий Валерий Публикола стал одним из основателей Римской республики и консулом в первый год её существования, и в дальнейшем Валерии регулярно появлялись в Капитолийских фастах.
Когномен Фальтон (Falto) имеет предположительно этрусское происхождение. Капитолийские фасты называют преномены отца и деда Квинта Валерия — Квинт и Публий соответственно. Возможно, Публий носил когномен Попликола. У Квинта-старшего был когномен Фальтон, и больше о нём ничего не известно.
Братом Квинта-младшего был Публий Валерий Фальтон, консул 238 года до н. э.

## Биография
Первое упоминание о Квинте Валерии в сохранившихся источниках относится к 242 году до н. э. В этот год в Риме впервые были избраны двое преторов, и Фальтон стал первым претором по делам иноземцев (praetorus peregrinus). В следующем году в качестве пропретора он принял участие в морском походе консула Гая Лутация Катула (коллега последнего Авл Постумий Альбин не мог покинуть Рим, поскольку был фламином Марса). Римский флот блокировал со стороны моря Лилибей, а затем недалеко от западной оконечности Сицилии атаковал карфагенскую эскадру, которая везла припасы для армии Гамилькара Барки. В битве при Эгатских островах 10 марта 241 года до н. э. римляне одержали полную победу, что определило исход Первой Пунической войны.
Формально командовавший в этой битве Гай Лутаций Катул получил за победу триумф, но Квинт Валерий запросил и для себя это отличие, утверждая, что консул, будучи ранен, всё сражение провёл на носилках, а командовал он. Катул поклялся, что честь победы принадлежит ему. Назначенный судьёй в этом споре Авл Атилий Калатин вынес решение в пользу Гая Лутация, исходя из соображений субординации. При этом, по словам Валерия Максима, «на Валерия не легло пятно бесчестия, хоть он и домогался награды за храбрую и успешную битву не совсем законным путём». Фальтон всё-таки отпраздновал триумф на два дня позже, чем Катул (6 октября 241 года до н. э.), но не над карфагенянами, как консул, а «морской триумф за Сицилию».
В историографии существуют разные мнения о том, насколько историчен рассказ об участии Квинта Валерия в битве при Эгатских островах. Он восходит только к двум авторам — Валерию Максиму и Иоанну Зонаре, тогда как Полибий, Диодор Сицилийский, Евтропий и Орозий о Фальтоне молчат. В связи с этим возникло предположение, что данный эпизод — выдумка анналистов (возможно, Валерия Антиата). Согласно другой версии, конфликт между Фальтоном и Катулом действительно имел место и стал проявлением более масштабного конфликта внутри римского нобилитета — между патрициями и плебеями, претендовавшими на исключительную роль в разгроме Карфагена.
В 239 году до н. э. Квинт Валерий был консулом совместно с плебеем Гаем Мамилием Туррином. Известно, что на выборах этого года Фальтон обеспечил победу своему брату Публию.